# 丸亀市立垂水小学校
丸亀市立垂水小学校（まるがめしりつ たるみしょうがっこう）は、香川県丸亀市垂水町にある公立小学校。

## 通学区域
垂水町
卒業生は基本的に丸亀市立南中学校へ進学する。

## 通学区域が隣接している学校
- 丸亀市立郡家小学校
- 丸亀市立城辰小学校
- 丸亀市立岡田小学校
- まんのう町立高篠小学校
- 善通寺市立与北小学校